# Falešná kočička (film, 1937)

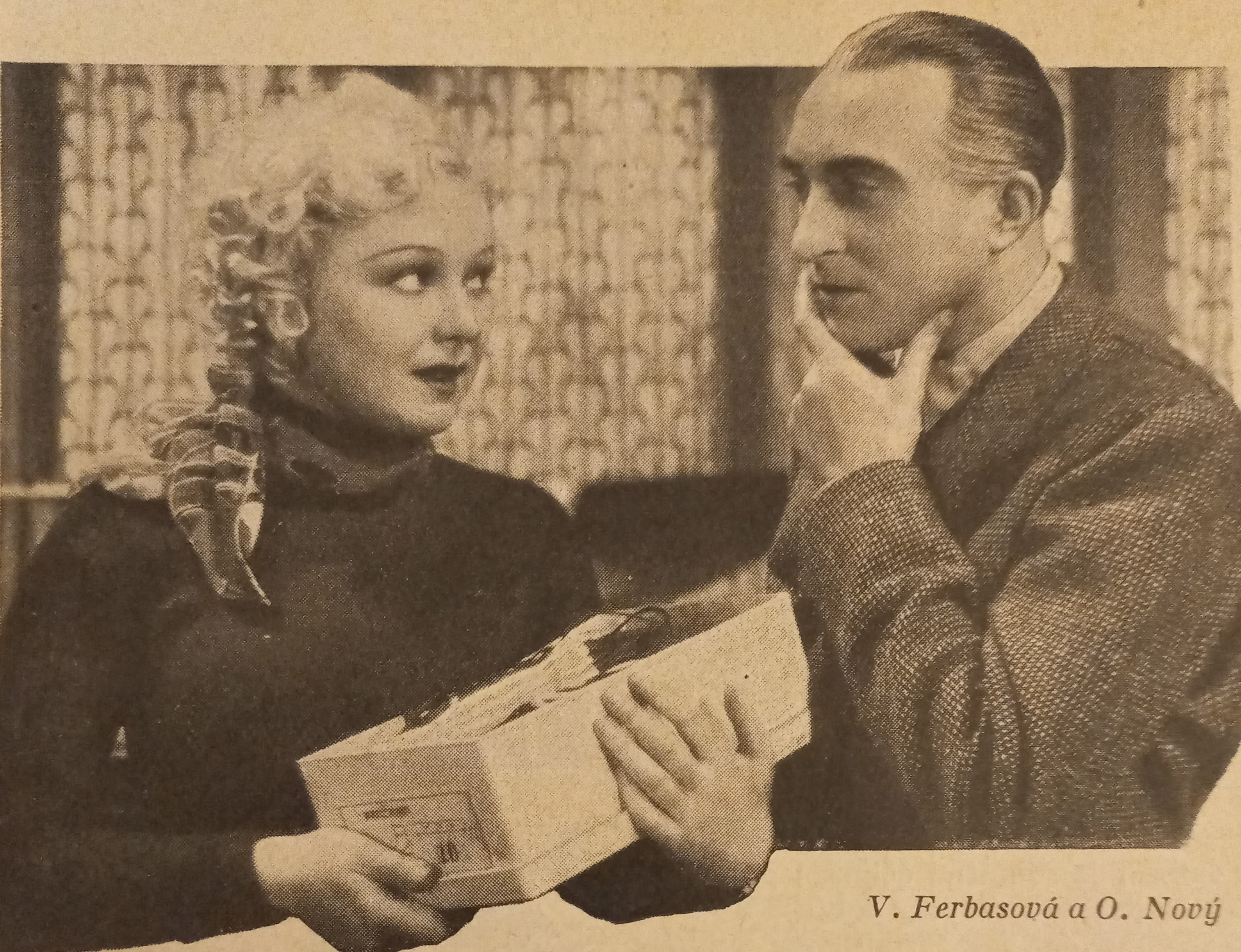
Věra Ferbasová a Oldřich Nový (Falešná kočička)

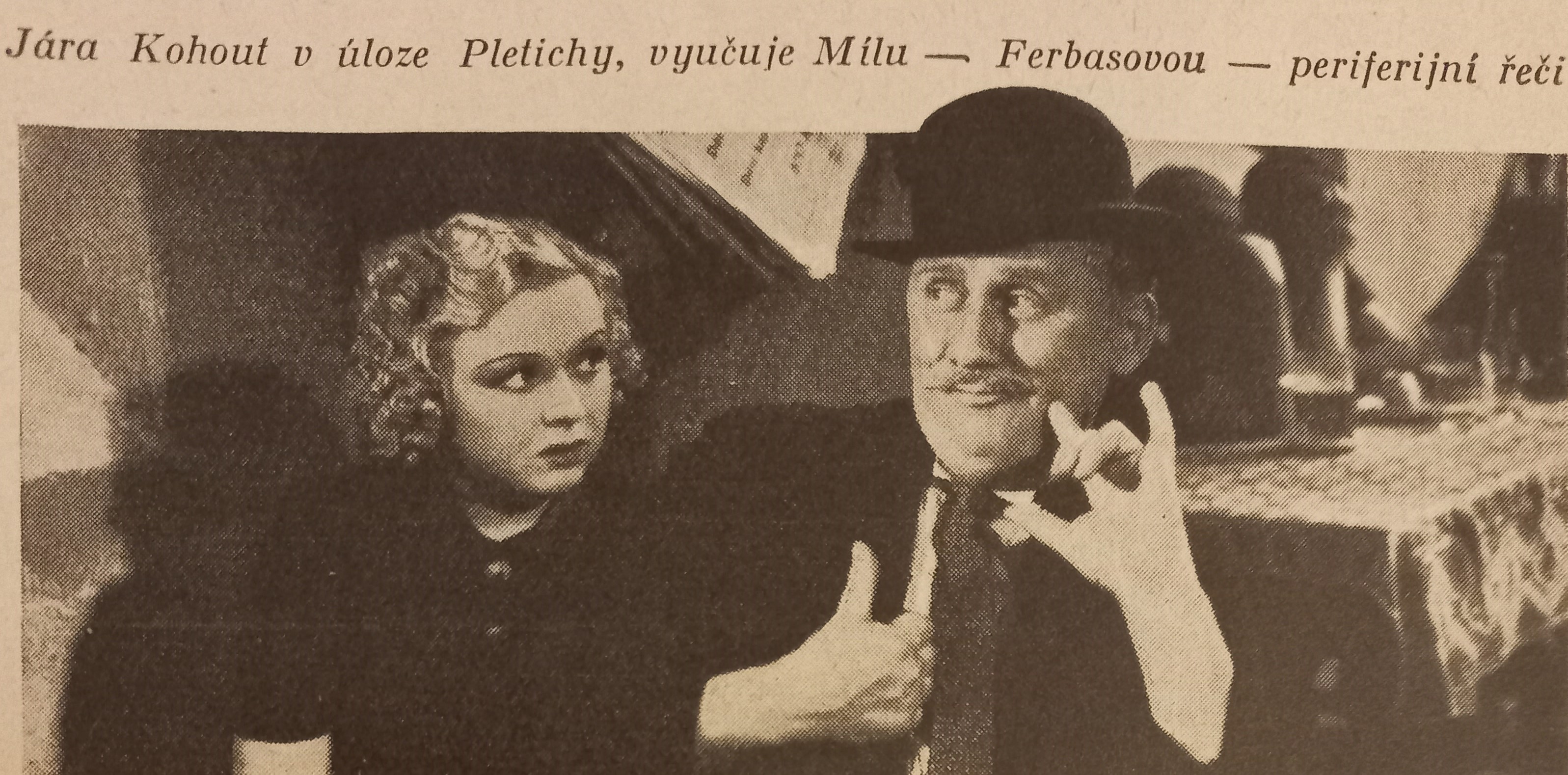
Věra Ferbasová a Jára Kohout (Falešná kočička)

Falešná kočička je československá filmová komedie z roku 1937 režiséra Vladimíra Slavínského, v níž titulní roli vytvořila Věra Ferbasová. Snímek je druhou adaptací stejnojmenné divadelní hry Josefa Skružného, první zvukovou.
V roce 1937 též započalo v rakousko-československé koprodukci v barrandovských ateliérech v režii Carla Boeseho natáčení německojazyčné adaptace (s německými herci a některými českými členy štábu, například s kameramanem Ferdinandem Pečenkou), která měla premiéru v roce 1938 pod názvem Zamilovaná srdce.

## Děj
Majitel soukromého sanatoria MUDr. Karel Werner (Oldřich Nový) se rozhodne, že se ožení s prostou nevzdělanou dívkou. Dcera továrníka Milča Janotová (Věra Ferbasová) se za takovou dívku vydává a Werner se rozhodne, že ji převychová. Milče pomáhá Vendelín Pleticha (Jára Kohout), který se vydává za jejího otce a učí ji mravům prostých lidí.

## Obsazení
| Jára Kohout              | Vendelín Pleticha                      |
| Oldřich Nový             | zubní lékař MUDr. Karel Verner         |
| Věra Ferbasová           | Milča Janotová, dcera továrníka Janoty |
| Karel Jičínský           | továrník Janota, Milčin otec           |
| Antonie Nedošinská       | Amálka Holoubková, hospodyně u Vernera |
| František Krištof Veselý | pan Chládek                            |
| Lída Sudová              | kartářka                               |
| Fanča Foltová            | sestra v sanatoriu                     |
| Jindra Hermanová         | Přeloučova pacientka Hilda Klimová     |
| Alois Dvorský            | vetešník                               |
| Oldřich Kovář            | zpěvák                                 |
| Jindra Láznička          | hostinský                              |
| Alois Peterka            | lékař v sanatoriu                      |
| Jan W. Speerger          | kasař Ferda                            |
| Slávka Doležalová        | Ferdova dívka                          |
| Emanuel Kovařík          | frajer z periférie                     |

## Autorský tým
- Scénář: Karel Melíšek, Vladimír Slavínský
- Režie: Vladimír Slavínský
- Kamera: Jan Roth
- Hudba: Josef Stelibský

## Technické údaje
- Rok výroby: 1937
- Premiéra: 1937
- Zvuk: zvukový
- Barva: černobílý
- Délka: 108 minut
- Druh filmu: komedie
- Země původu: Československo